# Слава-Русэ
Слава-Русэ (рум. Slava Rusă, Русская Слава) — деревня в жудеце Тулча в Румынии. Входит в состав коммуны Слава-Черкезе.
Расположена на расстоянии 203 км к востоку от Бухареста, 39 км юго-западнее Тулчи, 75 км к северу от Констанцы, 78 км юго-восточнее Галац.
Деревня является местом компактного проживания старообрядцев-липован. В деревне действует женский Введенский старообрядческий монастырь, а в 4 км расположен Успенский старообрядческий мужской монастырь — духовно-административный центр Славской епархии Русской православной старообрядческой церкви в Румынии.
В настоящее время является объектом археологических исследований.